# Saas-Fee
Saas-Fee és un municipi del cantó suís del Valais, situat al districte de Visp.

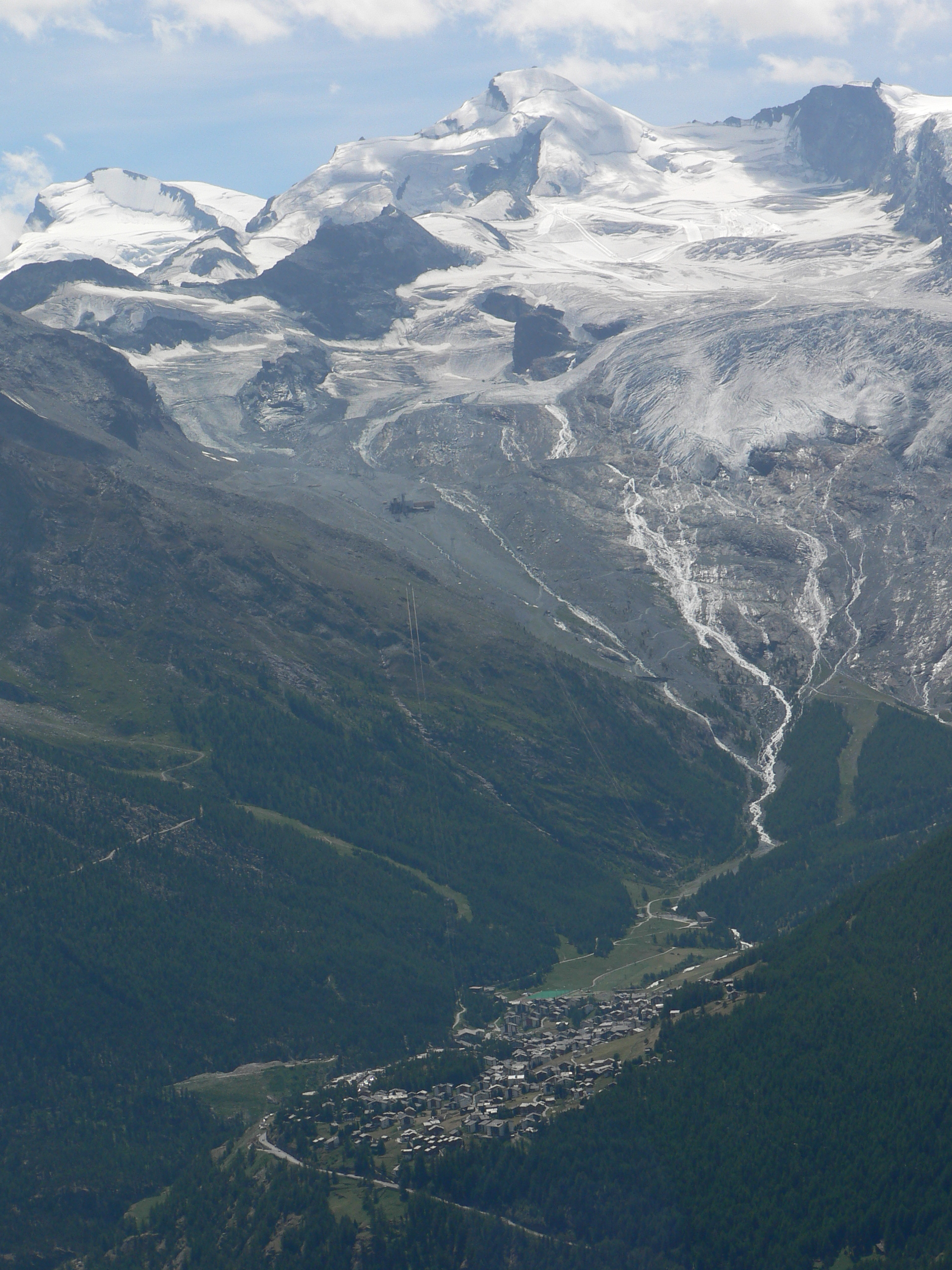
Vista general

## Història

Foto aèria (1964)

Inaccessible fins a la dècada del 1950 per carretera (només hi arribava una pista mulera), l'hàbitat tradicional s'hi manté, en forma d'unes quantes granges on es van criar vaques al centre del poble, a més d'un gran nombre de raccards, graners sobre xanques destinats a protegir els productes dels conreus dels rosegadors.
Hi està prohibit el trànsit d'automòbils, llevat dels vehicles elèctrics, i s'han establert grans aparcaments abans d'entrar al poble. L'estació també està ben comunicada amb un sistema de llançadora (l'autobús de correus) que la connecta directament amb l'estació de Visp amb connexió directa amb Ginebra o Berna.

## Localització
La vall de Saas està envoltada per deu cims de més de 4.000 m, com el Dom de 4.545 m. Està parcialment ocupada per la Glacera de Fee.

## Patrimoni
Església Parroquial del Sagrat Cor. Aquest santuari catòlic poligonal, centrat en un pla, va ser construït el 1962 per David Casetti per substituir l'antiga església de 1894. Campanar separat. Vitralls d'Anne-Marie Ebner i mosaic Via Crucis de Werner Zurbriggen.

## Domini esquiable
La zona d'esquí, servida per molts remuntadors, és extensa.
El seu metro alpí passa per sota de la glacera i puja fins als 3.500 m. Degut a la seva exposició i a l'altitud, poques vegades falta la neu. Aquesta zona d'esquí és la més important de Suïssa a l'estiu, després de Zermatt.
Hi ha tres subàrees, unides entre si a la part frontal de la neu. Per accedir-hi des del gran aparcament de pagament que hi ha a l'entrada del poble, cal caminar uns quinze minuts pel poble o agafar un dels taxis elèctrics de l'estació. La forma més ràpida, encara que relativament mal senyalitzada, és anar al telefèric Alpin Express (cabines de 30 places), situat a l'extrem est del poble, lluny dels altres remuntadors. Va directament al cor del domini.
Felskinn
Aquesta és la zona equipada especialment a la glacera, la més gran. Des de la mateixa estació s'ofereix una vista directa de la glacera. Una zona per a principiants, servida per 5 Telesquís, que s'han instal·lat directament del poble al front de neu.
Plattjen
Una Telecabina individual de 6 places dona servei a unes pistes a l'est del poble. Puja a 2.570 m i permet 770 m de desnivell.
Hannig
Aquesta subàrea, servida per un telecabina de 4 places, s'eleva a 2.700 m i ofereix 515 m d'altitud que es pot fer en tobogan o a peu. Tanca abans de la resta al final de la temporada.
Es pot practicar Esquí de fons durant 6 km, entre 1.800 i 1.900 m d'altitud al vessant Hannig . I també excursions a l'hivern per una xarxa de 20 km de senders. A l'estació de Saas-Grund, a prop, hi ha una pista de luge d'11 km.
El complex també està equipat amb una instal·lació de trineu sobre rails, així com una via ferrada al congost entre Saas-Fee i Saas-Grund.

## Personalitats vinculades al municipi

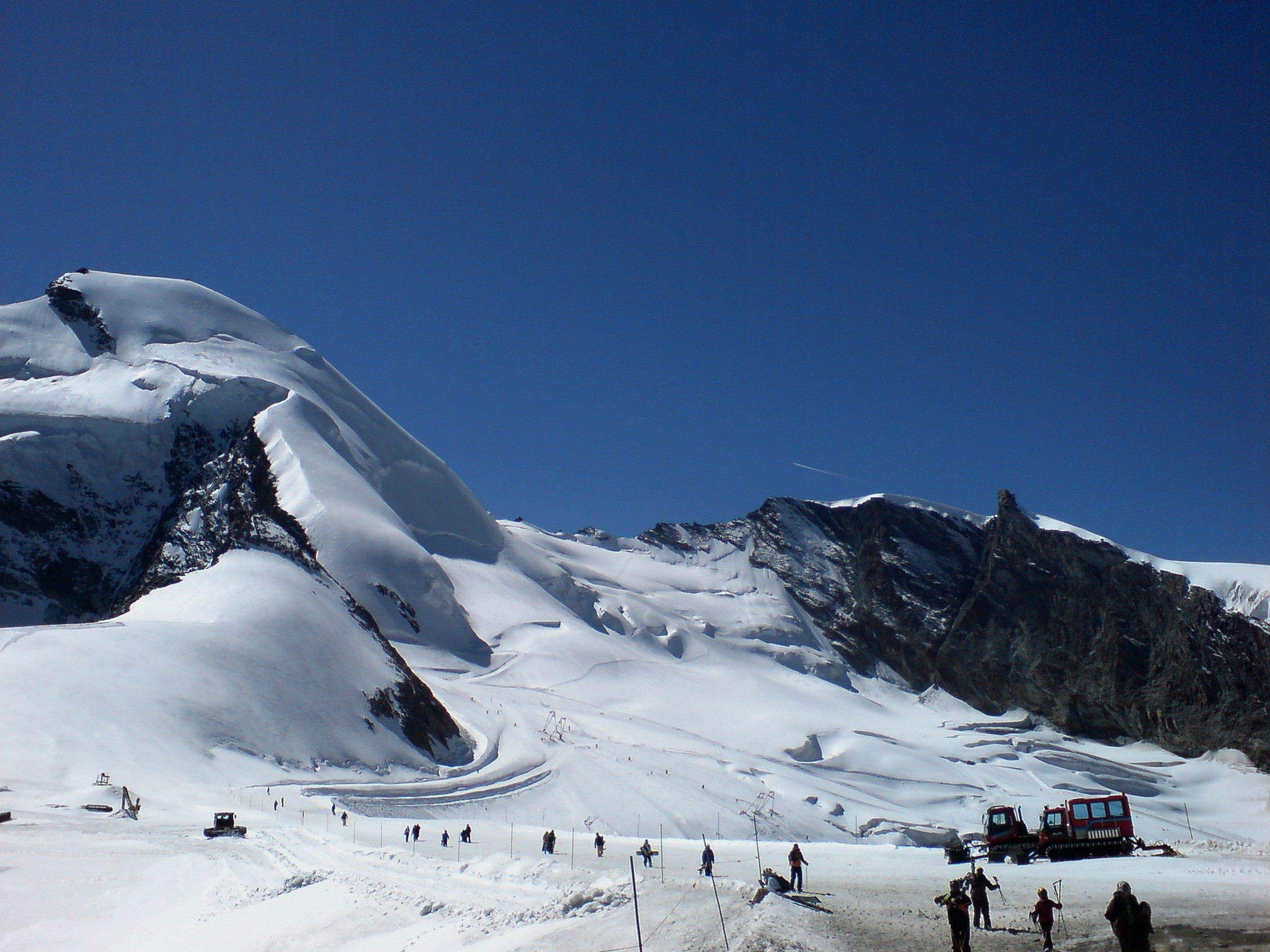
Zona d'esquí d'estiu a Mittelallalin. Ubicació de l'escena d'esquí a la pel·lícula de James Bond, 007 al servei secret de Sa Majestat

- Matthias Zurbriggen, nascut a Saas-Fee el 1856, alpinista suís especialitzat en expedicions extraeuropees, va fer la primera ascensió oficial a l'Aconcagua el 1897.
- Carl Zuckmayer, escriptor i dramaturg alemany, va morir a la ciutat.

## Literatura
André Gide fa que una part de la seva novel·la Les Faux-monnayeurs es desenvolupi a l'estació de Saas-Fee, així com diverses seqüències de persecució d'esquí a la pel·lícula 007 al servei secret de Sa Majestat (1969) de la sèrie de James Bond.